# Claudiella ingens
Claudiella ingens is een keversoort uit de familie Torridincolidae. De wetenschappelijke naam van de soort is voor het eerst geldig gepubliceerd in 1976 door Reichardt & Vanin.